# Nagykapornak
Nagykapornak is een plaats (község) en gemeente in het Hongaarse comitaat Zala. Nagykapornak telt 948 inwoners (2001).

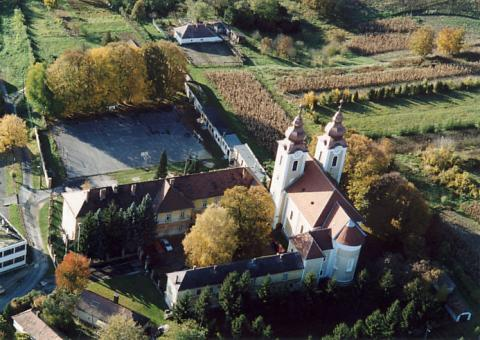
Nagykapornak
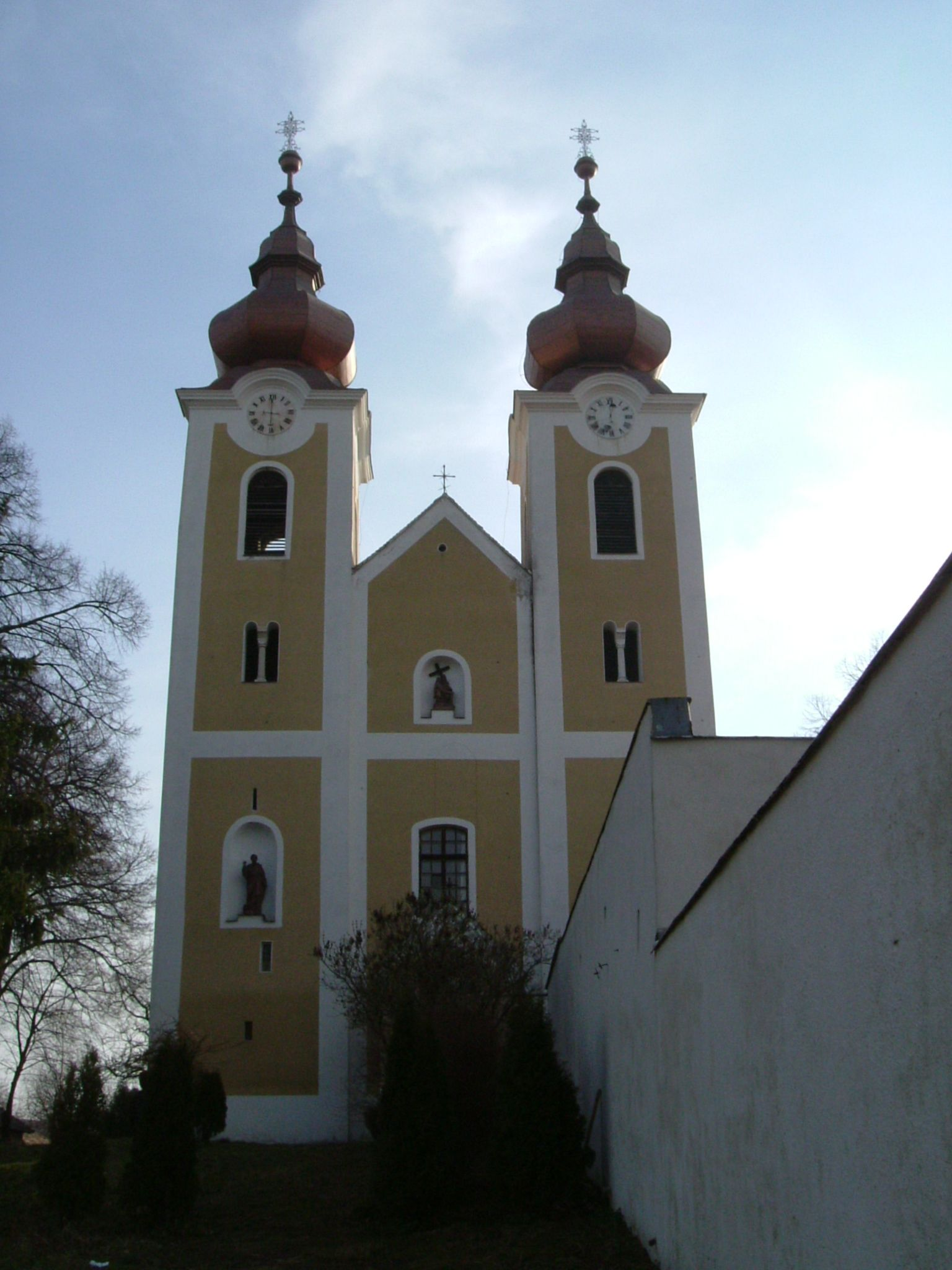
Kerk van Nagykapornak